# أحمد سالمين
أحمد يوسف سالمين، لاعب كرة قدم بحريني سابق ، كان صاحب أول هدف في دورة كأس الخليج. ويلعب ابنه اليوم محمد أحمد يوسف سالمين في منتخب البحرين لكرة القدم.

## كأس الخليج 1970
سجل هدف في مرمى منتخب قطر لكرة القدم.